# Queer Eye
Queer Eye est une série originale Netflix sortie initialement le 7 février 2018. C'est un reboot de la série de Bravo Queer Eye for the Straight Guy, mettant en vedette un nouveau Fab Five : Antoni Porowski, expert cuisine ; Tan France, expert mode ; Karamo Brown, expert culturel ; Bobby Berk, expert décoration et Jonathan Van Ness, expert beauté.
En juillet 2018, Netflix annonce le renouvellement de la série pour une troisième saison qui est disponible depuis le 15 mars 2019.

## Les «Fab Five»
- Antoni Porowski (VFB : Alexandre Crépet) – expert cuisine ( Depuis la saison 1)
- Tan France (VFB : Thibaut Delmotte) – expert mode ( Depuis la saison 1)
- Karamo Brown (VFB : Olivier Prémel) – expert culturel ( Depuis la saison 1)
- Bobby Berk (VFB : Alexis Flamant) – expert décoration (saison 1 à 8)
- Jonathan Van Ness (VFB : Sébastien Hébrant) – expert soins ( Depuis la saison 1)
- Jeremiah Brent (en) - expert décoration ( Depuis la saison 9)

## Production
La création est confiée à David Collins. Contrairement à la série originale, la première saison du reboot est filmé dans la région d'Atlanta au lieu de New York. David Collins dit être intéressé par le tournage d'une saison de Queer Eye dans le Midwest pour emmener les Fab Five dans sa ville natale de Cincinnati, Ohio : « Je suis originaire de Cincinnati, Ohio, où je suis né et j'ai grandi. Je voudrais aller l'aire tri-États de l'Ohio, de l'Indiana et du Kentucky, parce que vous pouvez vous baser à Cincinnati et en traversant le pont aller dans le Kentucky ou en traversant l'autoroute dans l'Indiana. Le peuple nourri au maïs du Midwest est l'endroit d'où je viens — et j'aime réellement l'Ohio, c'est un endroit idéal pour naître. ».

## Diffusion
Les huit épisodes de la première saison sont diffusés sur Netflix le 7 février 2018. Netflix le classe dans la catégorie « déconseillé aux moins de 13 ans ». La deuxième saison est sortie le 15 juin 2018, la troisième, le 15 mars 2019, la quatrième le 9 juillet 2019, enfin, la cinquième saison est sortie le 5 juin 2020.

## Épisodes

### Première saison (2018)
1. Trop moche pour plaire
2. Il faut sauver le yéti
3. Que la fête commence !
4. La sortie du placard
5. On efface tout et on recommence
6. L'homme de la maison
7. Tanguy, dehors !
8. Tout feu tout flamme

### Deuxième saison (2018)
1. Que Dieu bénisse Gay
2. Proposition décente
3. Libérons la bête
4. Homme à tout faire, prêt à tout faire
5. Bien dans sa peau
6. Petits secrets, grands mensonges
7. Ébloui
8. Ted le Grand

### Troisième saison (2019)
1. De chasseresse à déesse
2. Perdu et retrouvé
3. Le barbecue des sœurs Jones
4. Quand Robert rencontre Jamie
5. Une femme noire forte
6. Elrod & Fils
7. Le réveil du paresseux
8. Bébé à bord

### Quatrième saison (2019)
1. Et sans plus attendre ...
2. Handicapé, mais pas trop
3. De super fan à super papa
4. Un python qui change de peau
5. Jardin secret à visiter
6. Deux cultures et une histoire
7. Une transformation au poil
8. De l'étable à la table

### Cinquième saison (2020)
1. Foi en soi
2. Un look qui a du chien
3. Le père de la mariée
4. Prêt pour un nouveau chapitre
5. Besoin d’air comme la terre
6. Total remix
7. Super Maman
8. Poissonnier passionné
9. Docteur Patronne
10. Retour au top

Sixième saison (2021)

## Réception
Sur le site Rotten Tomatoes, la saison détient une note de satisfaction de 96%, basé sur 24 avis et une note moyenne de 7.92/10 : « Queer Eye s'adapte à une autre époque, sans perdre de son élégance, de son charme, ou du sentiment de plaisir, prouvant que la formule du spectacle reste toujours aussi délicieusement addictive, même après un changement de lieu et un nouveau groupe d'hôtes ». Sur Metacritic, la saison a une moyenne pondérée de 73 sur 100, basé sur sept critiques, indiquant « des critiques généralement favorables ».
Il est sacré « Meilleur show de l'année » par le Guardian en février 2018.